# Oddelek za muzikologijo, Filozofska fakulteta v Ljubljani
Oddelek za muzikologijo deluje na Filozofski fakulteti Univerze v Ljubljani. Namen študija je bodočemu diplomantu posredovati obseg znanj, ki velja v mednarodnem okviru kot temeljno znanje na področju muzikologije. Cilj programa je vzgoja diplomantov, ki bodo lahko opravljali naloge na področju glasbene kulture, oz. v ustanovah, ki se ukvarjajo z ustvarjanjem, poustvarjanjem in posredovanjem glasbe, v medijskih hišah in na raziskovalnem področju.

## Zgodovina
Glasbena znanost je imela v Evropi ugledno mesto že na srednjeveških univerzah med matematičnimi disciplinami, v reformirani, sodobni obliki pa se je širše uveljavljala od dvajsetih let 19. stoletja. Leta 1919 osnovana slovenska univerza v Ljubljani žal ni odprla katedre za muzikologijo. Čeprav je bilo to vprašanje nekajkrat obravnavano na ustanovitvenih sejah in so bili nekateri profesorji ideji naklonjeni, do rojstva te katedre ni prišlo. Glasbena zgodovina je tako ostala zgolj predmet na konservatoriju. 
Po drugi svetovni vojni leta 1945 se je začelo novo obdobje v razvoju slovenske muzikologije. Na Akademiji za glasbo je bil organiziran znanstveni oddelek s skupinami za glasbeno zgodovino, pedagogiko in narodopisje, ta pa se je leta 1949 preosnoval v Oddelek za glasbeno zgodovino. Sčasoma je postajalo vse bolj jasno, da je osnova, ki jo ima glasbena akademija kot umetniška učna ustanova, preozka za znanstveno delo. Zato je bil leta 1961 ustanovljen in 1962 odprt Oddelek za muzikologijo na Filozofski fakulteti v Ljubljani. Za njegovega prvega predstojnika in rednega profesorja je bil povabljen dr. Dragotin Cvetko. Zaradi njegovega vztrajnega in načrtnega prizadevanja je do ustanovitve oddelka namreč sploh prišlo. 
Sprejem muzikologije v univerzitetni izobraževalni sistem je pomenil ureditev njenega študija na novih temeljih in je odprl stroki širše znanstvene perspektive. Med drugim ni omogočil le podiplomskega študija, ampak tudi doktorskega. Sprva izključno dvopredmetnemu študiju se je leta 1967 pridružil tudi enopredmetni, torej študij čiste muzikologije.

## Študijski programi
Oddelek za muzikologijo izvaja dodiplomske in podiplomske študijske programe s področja muzikologije, kakor tudi druge izobraževalne programe s tega področja, namenjene vseživljenjskemu izobraževanju.
Na dodiplomski stopnji je bilo možno do leta 2008/09 vpisati redni in izredni študij naslednjih programov:
Enopredmetna muzikologija, nepedagoška smer
Študij je trajal štiri leta (osem semestrov) z enim letom absolventskega staža. Študij se je končal z diplomo. Študent je lahko opravljal diplomski izpit šele potem, ko je opravil vse izpite, kolokvije in seminarske obveznosti, ter predložil dve (dvodicsiplinarna smer eno) seminarski nalogi iz predmetov Zgodovina starejše svetovne glasbe, Zgodovina novejše svetovne glasbe ali Zgodovina slovenske glasbe. Strokovni naslov, ki ga študent pridobi, je univerzitetni diplomirani muzikolog/inja. 
Dvopredmetna muzikologija, nepedagoška smer
Dodiplomski študij muzikologije kot dvodisciplinarne smeri se je vsebinsko lahko povezoval z vrsto strok, s katerimi si muzikologija deli nekatera mejna področja in katerih študij je organiziran na Filozofski fakulteti. Sem lahko štejemo zgodovino, umetnostno zgodovino, primerjalno književnost, filozofijo, sociologijo kulture, psihologijo in etnologijo.
Na podiplomski stopnji pripravlja oddelek naslednje študijske programe:
Magistrski in doktorski študij muzikologije do leta 2009
Program je omogočal nadaljevanje študija na podiplomski stopnji za dosego naziva magistra muzikologije oziroma doktorja muzikoloških znanosti.
Z letom 2009/10 so oddelki na Filozofski fakulteti Univerze v Ljubljani prevzeli bolonjski sistem študija, s tem pa so se spremenili tudi študijski programi.
Prvostopenjski študijski program Muzikologija
Dodiplomski študijski program muzikologije traja 3 leta (šest semestrov) in obsega 180 ECTS kreditnih točk. Študenti za potrebe študija obiskujejo predavanja, seminarje in vaje. Z opravljenim študijem pridobijo mednarodno priznana temeljna znanja s področja muzikologije in naziv diplomirani muzikolog/diplomirana muzikologinja (dipl. muz.). Pri zaključku študija ni razlik, kot pri starem programu – študent mora pripraviti diplomsko nalogo in jo zagovarjati, a šele, ko ima opravljene vse obveznosti v obsegu 180 KT. Po zaključki se lahko odloči za podiplomski (drugostopenjski) program muzikologije. Trenutno oddelek ponuja le enodisciplinarni program muzikologije.
Drugostopenjski študijski program
Podiplomski študijski program muzikologije traja 2 leti (štiri semestre) in obsega 120 ECTS kreditnih točk. Študenti pridobijo poglobljeno znanje muzikologije, s katerim lahko sami rešujejo zapletena vprašanja na področju glasbene kulture. Z opravljenim magistrskim delom pridobijo naziv magister/magistra muzikologije (mag. muz.) in se lahko zaposlijo v kulturnih in drugih ustanovah, ki ustvarjajo, poustvarjajo in posredujejo glasbo ter v medijskih hišah. Po opravljenem programu se magister/magistra muzikologije lahko ukvarja tudi z raziskovalno dejavnostjo na področju muzikologije. Za še dodatno znanje pa se lahko odloči tudi za tretjestopenjski program.
Tretjestopenjski program
Filozofska fakulteta v sodelovanju s Fakulteto za družbene vede ponuja tretjestopenjski interdisciplinarni doktorski študijski program Humanistika in družboslovje, na katerega se lahko vpišejo tudi muzikologi. Študij traja 3 leta in obsega 180 ECTS kreditnih točk. Sestavljen je iz 60 KT, ki jih morajo študenti opraviti z organiziranim poukom in 120 KT, ki so namenjene samostojnemu raziskovanju za doktorsko disertacijo. Z disertacijo tudi zaključijo program in pridobijo naziv doktorja znanosti na področju muzikologije.

## Študenti
V študijskem letu 2014/15 je Oddelek za muzikologijo za redni študij razpisal 25 prostih mest, na katera se je prijavilo 24 študentov. Od študijskega leta 2009/10 do leta 2013/14 je oddelek razpisal vsako leto po 30 rednih prostih mest za vpis. Vsako leto je bil vpis drugačen, lahko pa trdimo, da se je od študijskega leta 2010/11 do 2013/14 zmanjšal na dobro polovico prvotnega vpisa (2010/11).
Študenti muzikologije se lahko včlanijo v Študentsko sekcijo Slovenskega muzikološkega društva, Filozofsko filharmonijo in Študentski pevski zbor Filozofske fakultete.

## Oddelčna knjižnica
V sklopu Osrednje humanistične knjižnice Filozofske fakultete Univerze v Ljubljani deluje tudi knjižnica Oddelka za muzikologijo. Knjižnica uporabnikom ponuja okoli 23.000 enot gradiva, tako knjižnega, kot neknjižnega (notno gradivo, CD…). V skladu s poslanstvom in nabavno politiko, knjižnica kupuje strokovno muzikološko literaturo za pedagoško in raziskovalno delo. V čitalnici je poleg desetih čitalniških sedežev, dveh računalnikov in avdio kotička, uporabnikom možen dostop do uporabe klavinove za pripravo na vaje iz partiturne igre. Knjižnica izpolnjuje pogoje za vstop v nacionalni vzajemni bibliografski sistem COBISS, za starejše gradivo pa imajo na voljo listkovni abecedni imenski in sistematski katalog (1956-2000), ki je dostopen prek spleta. Gradivo, ki je obdelano v listkovnem katalogu ni v prostem pristopu. Med posebnosti v knjižnični zbirki spadajo fonoteka, zbirka notnega gradiva, zbirka Dragotina Cvetka (1911-1993) in zbirka separatov Bruna Nettla (1930).

## Znanstvenoraziskovalna dejavnost
Znanstveno delo je sestavni del redne dejavnosti oddelka in njegovih sodelavcev. Poteka v okviru raziskovalne skupine Muzikologija (0581-002) pri Znanstvenem inštitutu Filozofske fakultete pa tudi v sodelovanju z drugimi raziskovalnimi institucijami, zlasti z Muzikološkim inštitutom Znanstvenoraziskovalnega centra SAZU.

## Simpoziji
Oddelek samostojno ali v sodelovanju z drugimi ustanovami in društvi redno organizira simpozije, druge strokovne posvete in srečanja posvečena različnim vprašanjem s področja muzikologije.
V letu 2006 sta bila izvedena dva simpozija, oba v Ljubljani:
- 24. februar: Samospev na Slovenskem in slovenski samospev v 19. stoletju
- 21.-25. september: Etnomuzikologija in etnokoreologija v vzgoji in izobraževanju

Tudi v letu 2008 sta potekala 2 simpozija, prav tako v Ljubljani:
- 8.-9. maj: Pristopi k raziskovanju glasbe: med prakso in spoznavoslovjem
- 9.-13. julij: Zgodovinski in prihajajoči pristopi k aplikativni etnomuzikologiji

Leta 2009 je
simpozij potekal na Bledu:
- 5. julij: Onkraj modernizma

Leta 2010 sta 2 simpozija ponovno potekala v Ljubljani:
- 6.-7. maj: Glasba in njeni referenčni sistemi
- 2.-3. junij: Med orglami in strunskimi glasbili s pedalom: Skladbe pedaliter severnonemškega sloga med ca. 1650 in 1720

 Leta 2011 so se muzikologi zbrali v Ljubljani:
- 25.-28. avgust: Stiki med tradicijsko glasbo in plesom in evropsko glasbeno kulturo v različnih okoljih in obdobjih

2012 je bil simpozij ponovno v Ljubljani:
- 4.-5. julij: Referenčni sistemi v zgodovini recepcije in interpretacije glasbe

Tudi 2013 je simpozij potekal v Ljubljani:
- 5.-7. junij: Glasba kot sredstvo in predmet v procesih sakralizacije profanega in profanacije sakralnega

Kot že vsa prejšnja leta, razen 2009, so se strokovnjaki na področju muzikologije tudi leta 2014 sestali v Ljubljani:
- 28.-30. avgust: Glasba in drugačnost

Leta 2015 v okviru Svetovnih glasbenih dnevov ponovno načrtujejo simpozij v Ljubljani:
- 28.-30. september: Med univerzalnim in lokalnim: od modernizma k postmodernizmu

## Mednarodna sodelovanja
Oddelek za muzikologijo sodeluje v mednarodnem programu ERASMUS. V zvezi s programom ima podpisanih kar nekaj bilateralnih pogodb, ki našim in tujim študentom omogočajo izmenjavo. Muzikologi lahko potujejo v Avstrijo, na Češko, Hrvaško, v Italijo, Litvo, Nemčijo, na Poljsko, Portugalsko, v Španijo, Turčijo in Veliko Britanijo.

## Muzikološki zbornik
Muzikološki zbornik je osrednja slovenska muzikološka publikacija, ki neprekinjeno izhaja že od leta 1965 na pobudo Dragotina Cvetka. S povezovanjem slovenskih in tujih raziskovalcev skrbi za posredovanje znanstvenih rezultatov strokovni javnosti. Pri tem je v ospredju raziskovanje slovenske glasbene dediščine, oziroma glasbe, ki je na tak ali drugačen način povezana s slovenskim kulturnim prostorom. V tem smislu zavzema Muzikološki zbornik edinstven položaj med ostalimi strokovnimi publikacijami.
Od leta 2011 je glavni in odgovorni urednik Muzikološkega zbornika (Musicological Annual) dr. Jernej Weiss, ki je nasledil sodelavca dr. Matjaža Barbo, ki je bil na tem položaju vse od leta 1998. Ostali uredniki so še:
- 1965-1980 dr. Dragotin Cvetko
- 1981-1984 dr. Andrej Rijavec
- 1985 dr. Jože Sivec
- 1986-1997 dr. Andrej Rijavec
- 1998-2010 dr. Matjaž Barbo
- 2011 dr. Jernej Weiss

## Predstojniki
- 1961-1981 dr. Dragotin Cvetko
- 1981-1985 dr. Andrej Rijavec
- 1985-1988 dr. Jože Sivec
- 1988-1992 dr. Andrej Rijavec
- 1992-1994 dr. Marija Bergamo
- 1994-1996 dr. Andrej Rijavec
- 1996-2000 dr. Katarina Bedina
- 2000-2004 dr. Matjaž Barbo
- 2004-2008 dr. Aleš Nagode[15]
- 2008-2012 dr. Leon Stefanija
- 2012 dr. Gregor Pompe[16]